# Henrik 4., tysk-romersk kejser
|  | For andre personer med navnet Henrik 4., se Henrik 4.. |
Henrik 4. (11. november 1050 i Goslar – 7. august 1106 i Liège) var tysk konge fra 1056 og tysk-romersk kejser fra 1084 til 1106. 
Han var søn af Kejser Henrik 3. og Agnes af Poitou. Blandt hans formyndere, mens han var barnekonge, var Adalbert af Bremen og Anno af Köln de mest indflydelsesrige. Da Henrik 4. ville besætte  ærkebispedømmet Milano, kom han i konflikt med pave Gregor 7., hvilket udløste investiturstriden. Pavens bandlysning af Henrik 1076 blev først ophævet efter hans berømte bodvandring til Canossa i 1077, men konflikten brød snart ud igen med uformindsket styrke. Henrik lod sig krone til kejser af modpaven Clemens 3. i 1084 og fordrev Gregor fra Rom.
Henrik 4. var far til Kejser Henrik 5..